# Ford Mondeo I
La Ford Mondeo I (oppure Mondeo MkI o Mk1) è un'autovettura di segmento D prodotta dalla filiale europea della casa automobilistica statunitense Ford dal 1993 al 2000.
Si tratta della prima generazione dell'omonima berlina Ford.

## Storia

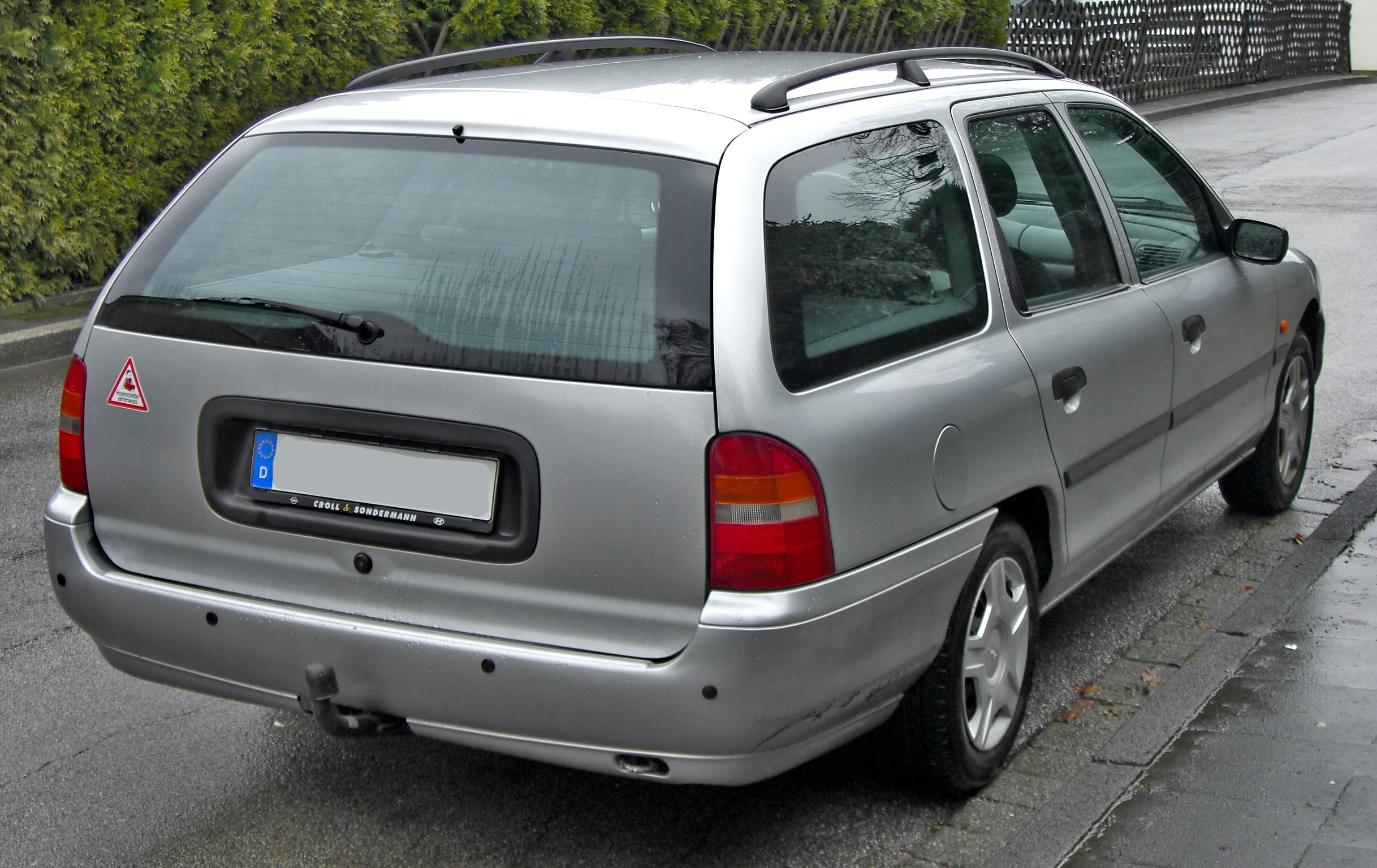
Mondeo Wagon

Anche se le immagini ufficiali vennero pubblicate alla fine del 1992, la Mondeo venne lanciata nel marzo 1993, con una presentazione al Salone dell'automobile di Ginevra. Disponibile come quattro porte, cinque porte berlina e station-wagon, veniva prodotta nello stabilimento belga di Genk.
Intesa come una vettura globale, rimpiazzò la Ford Sierra in Europa, la Ford Telstar in gran parte dell'Asia e in altri mercati, mentre la Contour e la Mercury Mystique rimpiazzarono la Ford Tempo e la Mercury Topaz nel Nord America. Diversamente dalla Sierra, la Mondeo è una vettura a trazione anteriore, con rare versioni a trazione integrale. Il design della berlina fu affidato al britannico John Oldfield a partire dal 1986 e costò alla Ford 6 miliardi di dollari, risultando uno dei progetti automobilistici più costosi.
La Mondeo fu talmente importante che venne condivisa da Europa e Nord America. Il suo nome in codice durante lo sviluppo era: CDW27 stante a significare i segmenti a cui apparteneva (C e D) e che era una "World Car".
La vettura venne lanciata nel mezzo di tempi turbolenti per Ford Europe, quando la divisione stava perdendo milioni di dollari ogni anno. La quarta generazione della Escort e della Orion del 1990 erano la sintesi di ciò che era la filosofia del taglio dei costi di produzione e di vendita dei modelli a prezzi elevati. Questo concetto divenne dannoso per la Ford che si ritrovò a vendere modelli con guidabilità leggermente sotto gli standard. Molti acquirenti stavano già optando per la concorrenza, quindi il futuro della Ford Europe era in ballo. Fu proprio la Mondeo a risollevarne in parte le sorti. Nel 1993, quando fu presentata, era l'unica auto della sua categoria con airbag per il guidatore di serie. Questa grande attenzione alla sicurezza automobilistica, sia attiva sia passiva, decretò il suo successo e le valse il premio di "Auto dell'anno 1994".

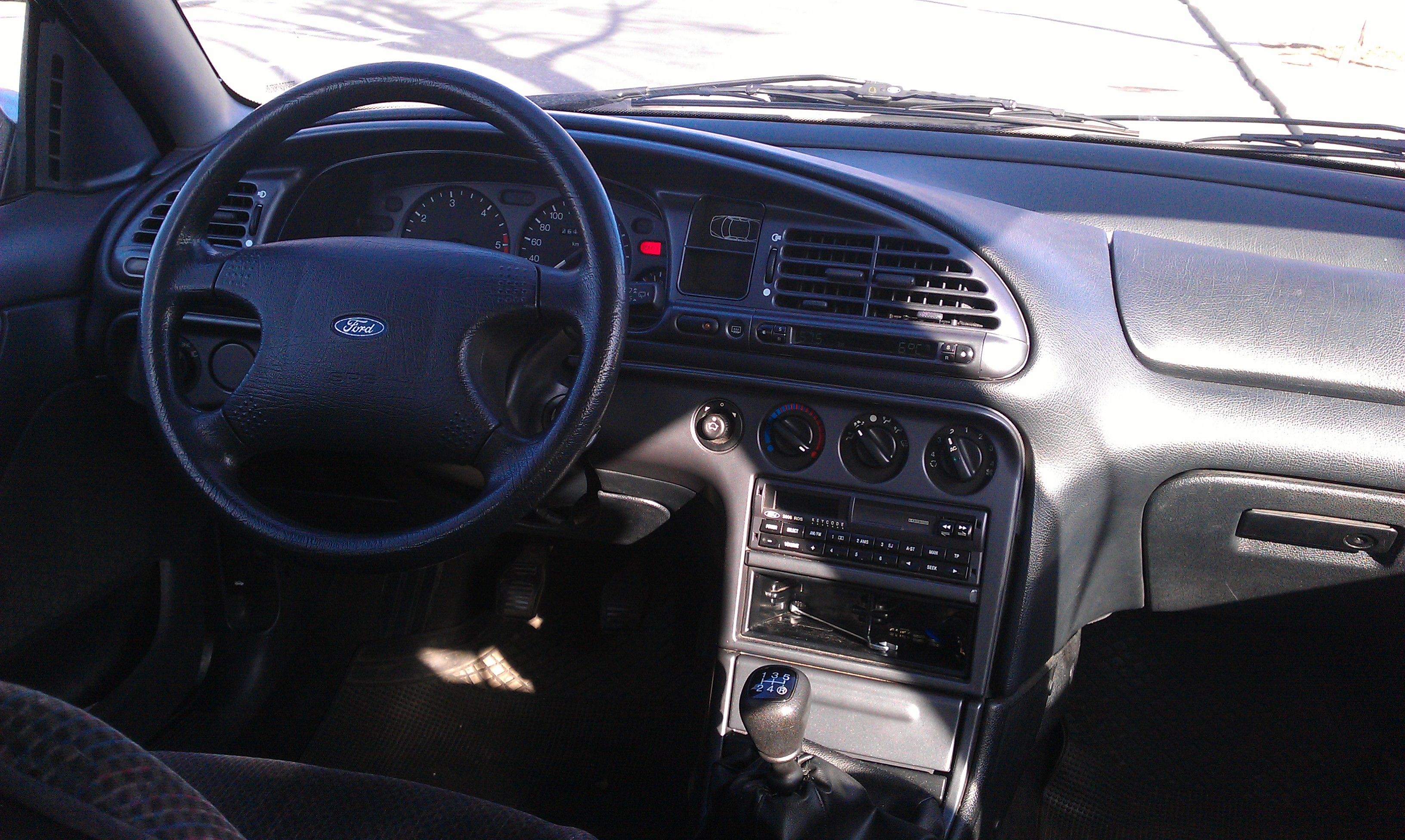
Cruscotto di una Ford Mondeo del 1993.

Anche se venne pensata come modello mondiale, esteticamente la Mondeo condivideva con la Contour solo i finestrini, gli specchietti retrovisori e le maniglie delle portiere. Persino gli interni erano molto differenti. Il progetto CDW27 quindi non risultò essere un vero progetto mondiale, anche se comuni erano il pianale e lo schema delle sospensioni.
Una vasta porzione dei capitali vennero utilizzati per ricercare un nuovo design che non condivideva quasi niente con la Ford Sierra. Uno degli obiettivi della casa dell'ovale era quello di avere uno spazio interno più ampio, mantenendo però le dimensioni esterne quasi inalterate. Come prima conseguenza è stata abbandonata la trazione posteriore, in favore di quella anteriore, che permette di realizzare un abitacolo più spazioso. In particolare grazie all'impiego di motori disposti trasversalmente, il cofano anteriore risulta più corto di circa 20cm rispetto a quello della Sierra. Nonostante la lunghezza fosse rimasta pressoché analoga a quella del modello precedente, il passo cresceva di circa 10cm e la larghezza di 5cm. La linea esterna è poi decisamente moderna per l'epoca, con forme arrotondate tipiche delle autovetture degli anni Novante. Il cofano corto e ribassato, le grandi superfici vetrate a filo con la carrozzeria e la coda capiente, contribuiscono poi a creare un abitacolo confortevole e spazioso. Gli interni, inoltre, erano ben curati, caratterizzati da velluto, bracciolo con reparto porta Cd e cassette, antifurto, finestrini e specchietti elettrici, sedili posteriori ribaltabili. I modelli di alta gamma avevano i sedili in pelle, computer di bordo, tettuccio elettrico, cambia CD e cerchi in lega.

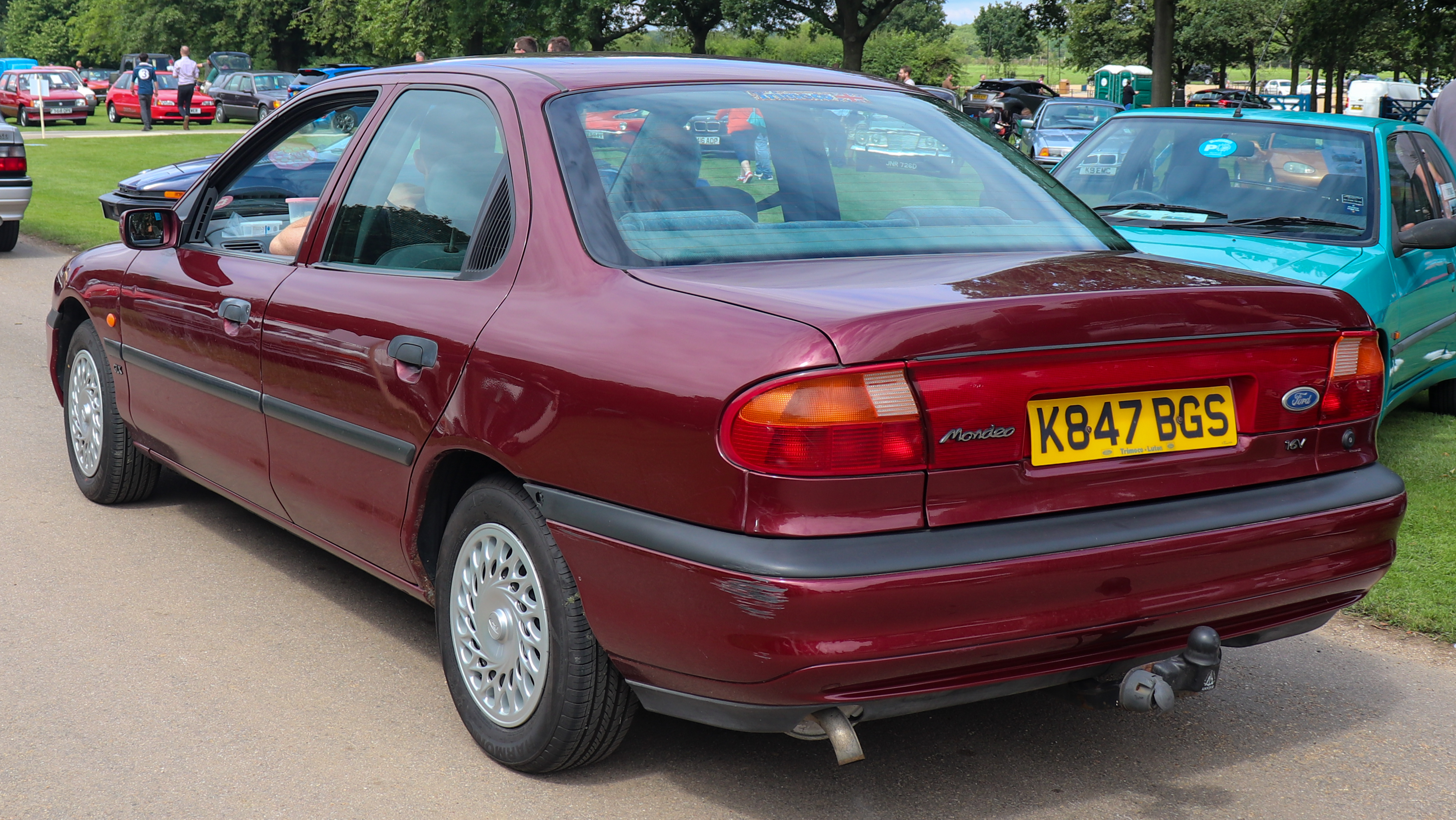
Mondeo tre volumi 4 porte

Utilizzando una piattaforma completamente nuova, la Mondeo presentava trasmissioni manuali e automatiche (con funzioni elettroniche "Sport" ed "Economy") e sospensioni sofisticate. Tale piattaforma consentiva non solo l'alloggiamento di motori a 6 cilindri, ma anche la possibilità di realizzare versioni a trazione integrale (disponibile per alcuni anni solo nella versione 2.0 a benzina). Per poter ospitare tali organi meccanici, però il tunnel centrale è caratterizzato da dimensioni notevoli, che penalizzano lo spazio per le gambe per i passeggeri posteriori, e tale caratteristica, per economie di progetto, riguarda anche le versioni a trazione anteriore.
Oltre alla nuova piattaforma, la Mondeo utilizzò anche i nuovi motori Zetec, visti per la prima volta nel 1991 in una versione revisionata della Ford Escort. Vennero utilizzate tre versioni del 16 valvole Zetec: il 1.6 da 90 CV, il 1.8 da 115 CV e un nuovo 2.0 da 136 CV.
Un'alternativa ai motori Zetec fu l'Endura-D 1.8 turbodiesel. Questo motore aveva origini nel vecchio 1.6 diesel utilizzato nella Fiesta, e di conseguenza non si è dimostrato all'altezza rispetto ad altri diesel europei del tempo come quelli prodotti da Peugeot, rispetto ai quali le prestazioni risultano modeste.

## Evoluzione
Nel 1995 la Ford Mondeo venne aggiornata sulla sicurezza: possedeva airbag frontali, barre side-impact, pretensionatori delle cinture di sicurezza e ABS di serie (versione Ghia). Altre caratteristiche includevano sospensioni auto-livellanti (station wagon), controllo di trazione (versioni V6 e 4WD) e parabrezza termoriscaldato. Sempre nel 1995 vennero introdotti fari anteriori modificati con lampade H7 in luogo delle precedenti H1 e furono eliminati i vetrini in plastica all'interno dei fari, problematici a causa della forte tendenza a ingiallire dopo breve tempo. Altre modifiche poco visibili del 1995 riguardano il cablaggio elettrico del vano motore.

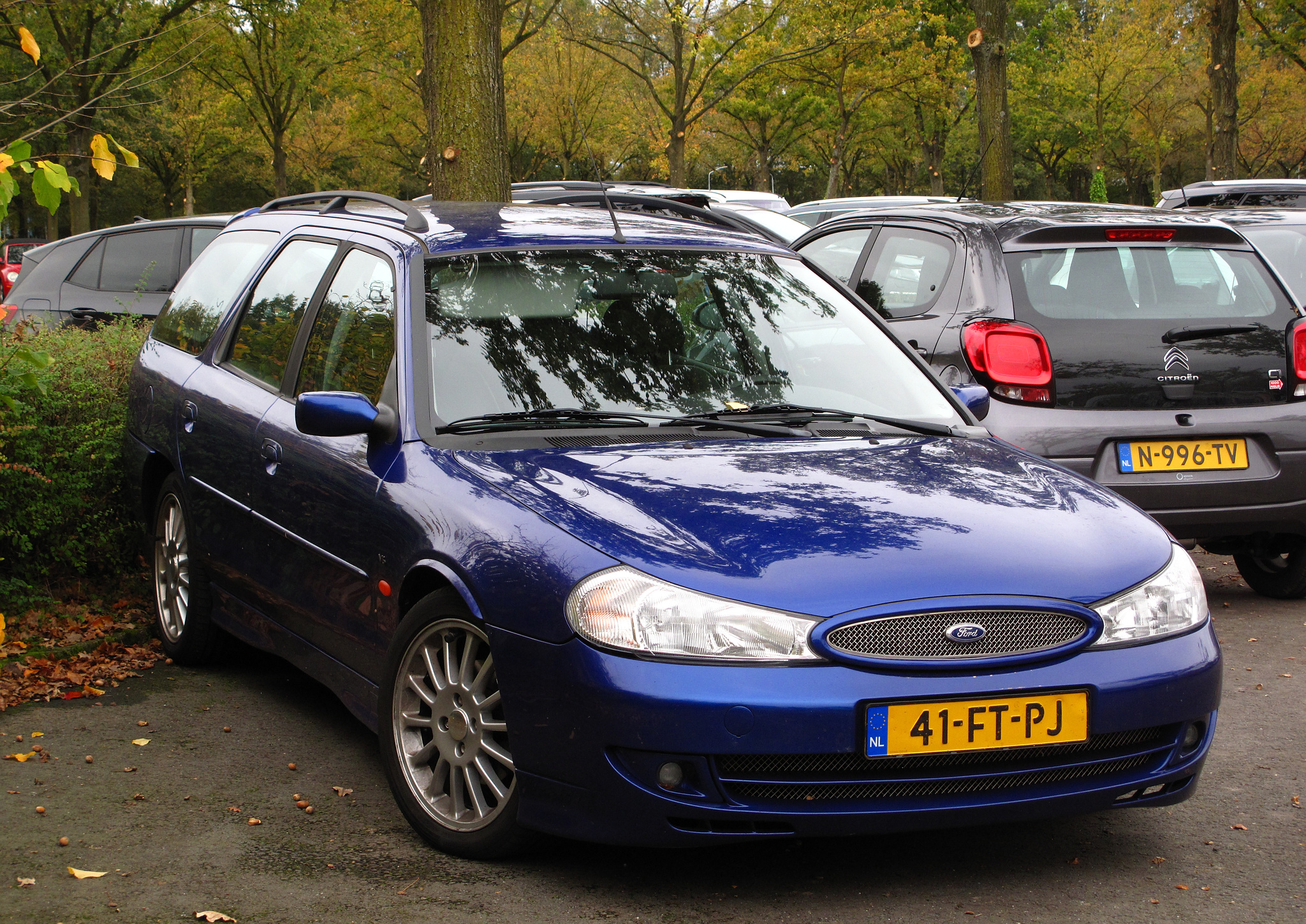
Mondeo Wagon ST200

Un motore meno popolare venne introdotto nel 1994: era il 2.5 litri 24 valvole V6 Duratec da 170 CV; utilizzato inizialmente dalla cugina nordamericana, la Ford Contour, era caratterizzato dalla capacità di utilizzare a basso numero di giri solo 6 valvole di aspirazione, mantenendone invece 12 per lo scarico. I consumi erano ragionevoli. Questo motore venne usato anche per lanciare la nuova gamma sportiva ST con l'ST24 nel 1997. La potenza massima del motore rimase a 170 CV, la stessa degli altri motori 2.5, ma la ST aveva cerchi in lega da 16" e il bodykit RSA (Rally Sport Appearance) di serie. Il bodykit poteva essere richiesto come optional. Quest'auto venne rimpiazzata dall'ST200 nel 2000, motorizzata con una versione modificata del V6 Duratec con una potenza di 205 CV. È significativo come il V6 consumi meno del 2.0 4 cilindri e ancor di più è il fatto che, pur aumentandone la potenza, i consumi restino più o meno inalterati.

### Il restyling del 1996

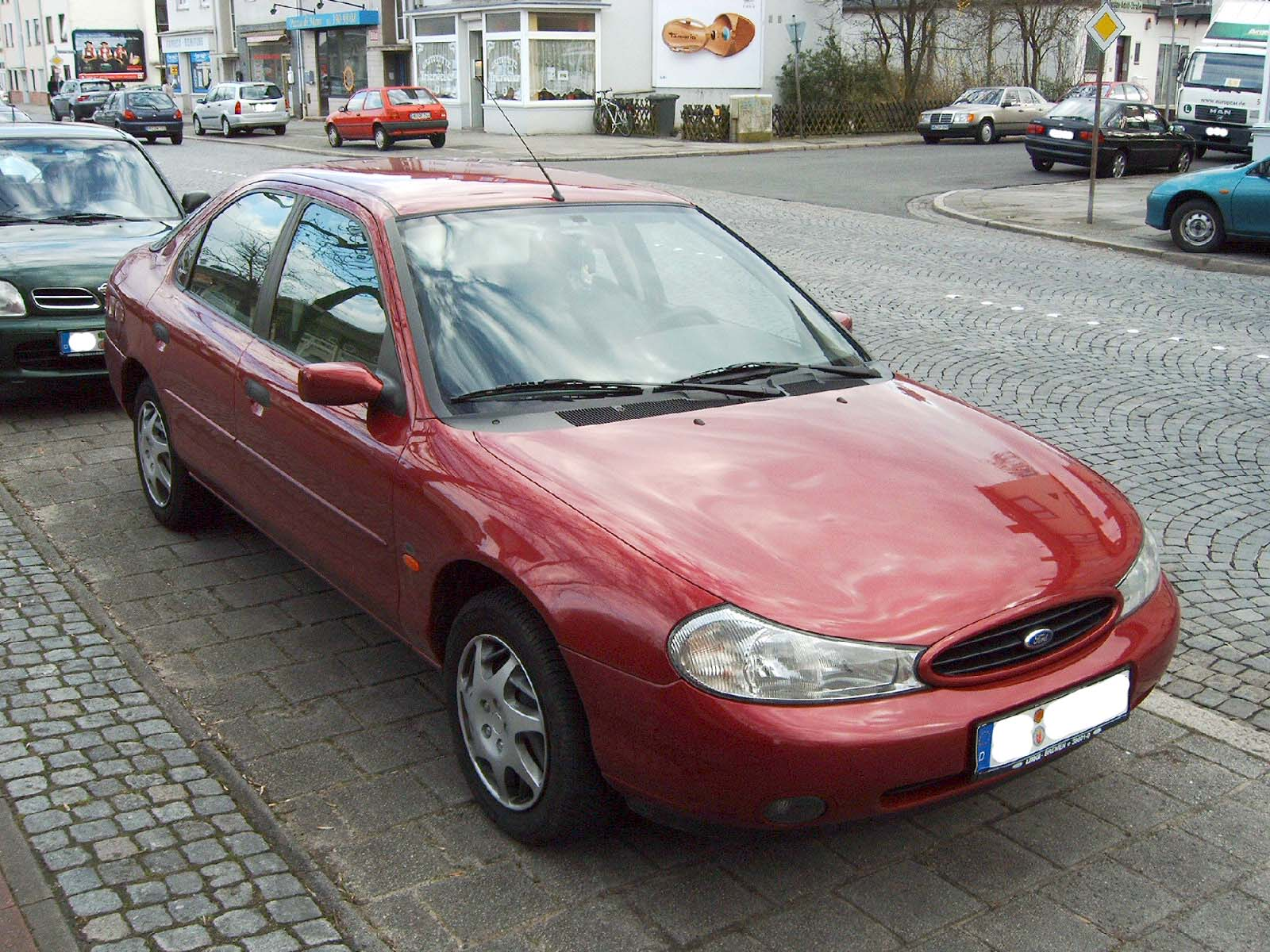
Mondeo Restyling 1996

Nell'ottobre del 1996, la vettura viene sottoposta ad un facelift, che venne realizzato con un taglio dei costi soprattutto sugli equipaggiamenti, per riguadagnare parte dei soldi investiti precedentemente, anche se molti di essi sono poi stati ripristinati a partire dal 1998. Tuttavia l'auto venne quasi totalmente modificata: solamente le porte e il tetto rimasero gli stessi del primo modello e persino gli estrattori sulle porte posteriori vennero eliminati. Il cambiamento più evidente è nella parte anteriore, grazie all'introduzione di una griglia anteriore ovale accompagnata da una fanaleria differente. Meno evidenti, invece, le modifiche nella parte posteriore, limitate prevalentemente alle luci differenti per le versioni berlina e a nuovi paraurti dal disegno semplificato. Di dettaglio anche le modifiche interne, limitate ad alcuni dettagli della plancia e a differenti finiture. Invece modifiche più profonde hanno riguardato alcune componenti strutturali, anche se l'architettura base era la stessa del modello precedente. Sul fronte dei motori, la gamma ricalcava quella versione pre-restyling anche se il 2.0 litri venne revisionato, e, pur risultando potente rispetto a prima, era molto più raffinato e tranquillo ad alti regimi.
I modelli prodotti dalla fine 1998 al 2000 subirono alcune modifiche minori, ad esempio nei motori a benzina le punterie idrauliche furono sostituite da semplice punterie meccaniche. Inoltre il check-control fu del tutto eliminato, non essendo più fornito con le versioni Ghia. Per contro, altri equipaggiamenti prima opzionali vennero resi di serie generando un incremento nel livello qualitativo, soprattutto negli allestimenti meno costosi.
Nel 2000 cessò la produzione per lasciare il posto alla seconda generazione della Ford Mondeo.

## Motorizzazioni
| Modello        | Disponibilità        | Motore                       | Cilindrata cm³ | Potenza                        | Coppia massima         | 0–100 km/h (secondi) | Velocità max (km/h) |
| 1.6i 16V 90    | dall'esordio al 1999 | 4 cilindri in linea, Benzina | 1.597          | 66 kW (90 CV) 5.250 giri/min   | 138 N·m 3.500 giri/min | 13,7                 | 180                 |
| 1.6i 16V 95    | dal 1999 al 2000     | 4 cilindri in linea, Benzina | 1.597          | 70 kW (95 CV) 5.250 giri/min   | 142 N·m 3.600 giri/min | 13,1                 | 185                 |
| 1.8i 16V 115   | dall'esordio al 2000 | 4 cilindri in linea, Benzina | 1.796          | 85 kW (115 CV) 5.700 giri/min  | 158 N·m 3.750 giri/min | 11,0                 | 195                 |
| 2.0i 16V 131   | dal 1996 al 2000     | 4 cilindri in linea, Benzina | 1.988          | 96 kW (131 CV) 5.750 giri/min  | 176 N·m 3.700 giri/min | 9,0                  | 210                 |
| 2.0i 16V 136   | dall'esordio al 1996 | 4 cilindri in linea, Benzina | 1.988          | 100 kW (136 CV) 6.000 giri/min | 180 N·m 4.000 giri/min | 8,6                  | 205                 |
| 2.5i 24V 170   | dall'esordio al 2000 | 6 cilindri a V, Benzina      | 2.544          | 125 kW (170 CV) 6.250 giri/min | 220 N·m 4.250 giri/min | 8,3                  | 225                 |
| 2.5i 24V ST200 | dal 1999 al 2000     | 6 cilindri a V, Benzina      | 2.495          | 151 kW (205 CV) 6.500 giri/min | 235 N·m 5.500 giri/min | 7,9                  | 231                 |
| 1.8 TD 88      | dal 1993 al 1996     | 4 cilindri in linea, Diesel  | 1.753          | 65 kW (88 CV) 4.500 giri/min   | 178 N·m 2.000 giri/min | 13,7                 | 181                 |
| 1.8 TD 90      | dal 1996 al 2000     | 4 cilindri in linea, Diesel  | 1.753          | 66 kW (90 CV) 4.500 giri/min   | 177 N·m 2.250 giri/min | 13,9                 | 180                 |

## Attività sportiva

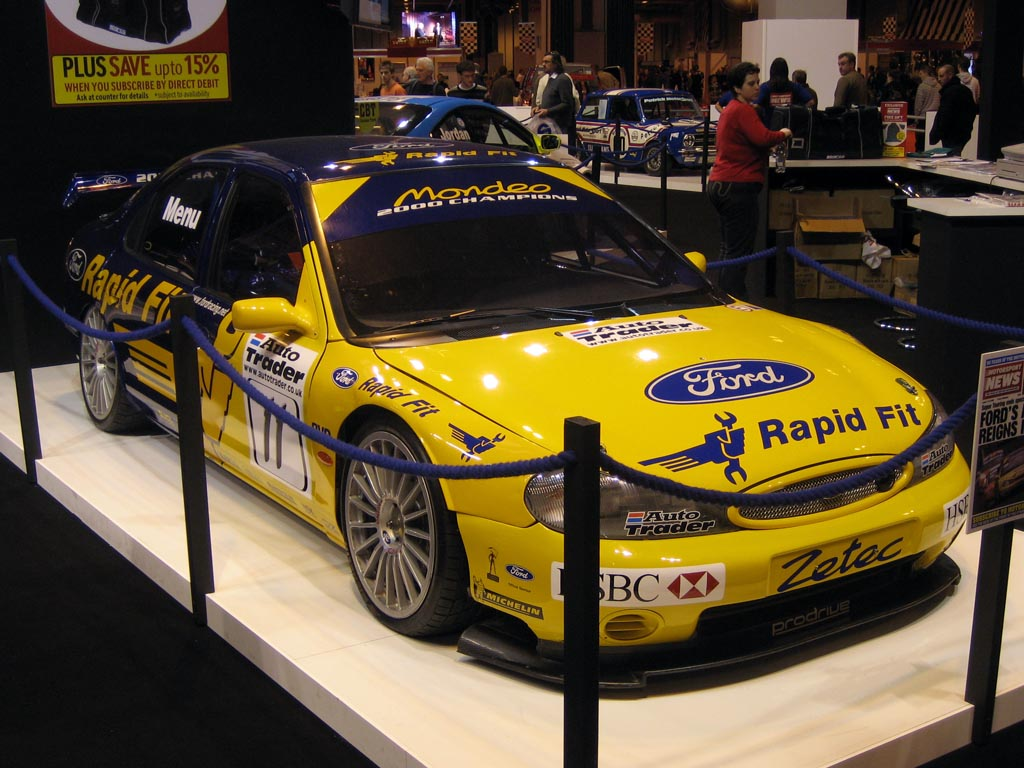
La Ford Mondeo BTCC del 2000

La Mondeo prese parte tra il 1993 e il 2000 al BTCC. Questa versione da competizione era stata preparata dall'ex campione Andy Rouse e venne creato un team apposito per permetterle di competere, il Ford Team Mondeo. L'auto era equipaggiata con un propulsore V6 da 1995 cm³ e 296 CV di potenza. L'ECU era fornita dalla Zytek e il cambio sequenziale a 6 marce della Xtrac. La frizione era costruita in carbonio e le sospensioni erano di tipo "uniball".
Alla guida del pilota Paul Radisich la vettura riuscì a conquistare il WTCC nel 1993 e il 1994. Nel 2000 invece vi fu la conquista del BTCC grazie ai piloti Rickard Rydell, Alain Menu e Anthony Reid. L'anno successivo, a causa del cambiamento di regolamenti, la vettura venne ritirata dalle competizioni. Ciò nonostante, numerosi esemplari continuarono a competere in diversi campionati minori.

## Riconoscimenti
- Auto dell'anno 1994